# Eckhart Kehr
Pour les articles homonymes, voir Kehr.
Eckart Kehr (né le 21 juin 1902 à Brandebourg-sur-la-Havel - décédé le 29 mai 1933 à Washington) est un historien allemand.
Kehr s'est confronté à la politique économique et étrangère du Reich allemand de la fin du XIXe siècle.

## Œuvres
- Schlachtflottenbau und Parteipolitik, 1894–1901. Berlin 1930, Nachdruck Vaduz 1966 (Dissertation Berlin 1927).
- Der Primat der Innenpolitik. Hrsg. von Hans-Ulrich Wehler, Berlin 1965, 2. Aufl. 1970.